# Amon Tobin
Amon Tobin, född 7 februari 1972, är en brasiliansk musiker, DJ och producent, känd för sina massiva ljudväggar, som ofta består av samplad jazz sammanförd med drum and bass, IDM och sambamusik. Flyttade tidigt till England.

## Album
- Adventures in Foam  (Ninebar, 1996) (som Cujo) (Utgiven igen på Ninja Tune, 2002)
- Bricolage  (Ninja Tune, 1997)
- Permutation  (Ninja Tune, 1998)
- Supermodified  (Ninja Tune, 2000)
- Out from Out Where  (Ninja Tune, 2002)
- Chaos Theory - Splinter Cell 3 Soundtrack  (Ninja Tune, 2005)
- Foley Room  (Ninja Tune, 2007)